# Lars T. Johansson
Lars Tage Bror Johansson, född 9 mars 1954 i Härnösand, är en svensk skådespelare, vissångare och kompositör.
Johansson genomgick Statens scenskola i Malmö 1972–1975 och tillhörde Skånska Teatern under flera år. Han var 1985–1988 chef för Regionteatern i Västernorrlands län och har tidigare varit Skulefestivalens konferencier. 
Lars T. Johansson har länge framfört monologen Grottmannen av Rob Becker, i översättning av dottern Louise Johansson. Han har även under många år medverkat i olika programprojekt i SR Västernorrland. Den 8 september 2013 gjorde Johansson en tolkning av sedermera helgonförklarade S:t Olav, i ett framträdande i Selångers kyrka. Föreställningen framfördes i anledning av Pilgrimsleden mellan Selånger och Trondheims invigning.

## Filmografi
- 1979 – Repmånad
- 1980 – Lycka till (TV-serie)
- 1984 – Träpatronerna (TV-serie)
- 1999 – Två kokta i ett bröd
- 2017 – Rebecka Martinsson (TV-serie)